# Liga Eslovaca de Basquetebol
A Liga Eslovaca de Basquetebol (em eslovaco:  Slovenská Basketbalová Liga (SBL)) é a competição entre clubes profissionais de basquetebol de primeiro nível da Eslováquia. A liga foi fundada em 1993, tendo o Pezinok seu maior campeão com oito conquistas.

## Clubes participantes
| Clube                     | Cidade           | Arena                 |
| ------------------------- | ---------------- | --------------------- |
| 04 AC LB Spišská Nová Ves | Spišská Nová Ves |                       |
| Handlová                  | Handlová         | Športová Hala         |
| Inter Bratislava          | Bratislava       | Hant Aréna            |
| Iskra Svit                | Svit             | Iskra Aréna           |
| Lučenec                   | Lučenec          |                       |
| Levickí Patrioti          | Levice           | Športová Hala Levice  |
| PP & TV Raj Žilina        | Žilina           |                       |
| Prievidza                 | Prievidza        | Niké Aréna            |
| Rieker Com Therm Komárno  | Komárno          | Mestská športová hala |

## Finais
| Temporada | Campeões                                  | Finalistas                                | Resultado final                           |
| --------- | ----------------------------------------- | ----------------------------------------- | ----------------------------------------- |
| 1993      | BK Davay Pezinok                          | VŠDS Žilina                               |                                           |
| 1993–94   | BC Prievidza                              | Slovakofarma Pezinok                      |                                           |
| 1994–95   | BC Prievidza                              | Slovakofarma Pezinok                      |                                           |
| 1995–96   | Inter Bratislava                          | BC Prievidza                              |                                           |
| 1996–97   | Slovakofarma Pezinok                      | Chemosvit Svit                            |                                           |
| 1997–98   | Slovakofarma Pezinok                      | Chemosvit Svit                            |                                           |
| 1998–99   | Slovakofarma Pezinok                      | Inter Bratislava                          |                                           |
| 1999–00   | Slovakofarma Pezinok                      | Inter Bratislava                          |                                           |
| 2000–01   | Slovakofarma Pezinok                      | Chemosvit Svit                            |                                           |
| 2001–02   | Slovakofarma Pezinok                      | Chemosvit Svit                            |                                           |
| 2002–03   | Chemosvit Svit                            | MBK Lučenec                               |                                           |
| 2003–04   | MBK Lučenec                               | Chemosvit Svit                            |                                           |
| 2004–05   | SPU Nitra                                 | Baník Handlová                            |                                           |
| 2005–06   | MBK Lučenec                               | Baník Handlová                            |                                           |
| 2006–07   | Slávia TU Košice                          | Inter Bratislava                          | 4–0                                       |
| 2007–08   | Skanska Pezinok                           | Inter Bratislava                          | 3–1                                       |
| 2008–09   | SPU Nitra                                 | AB Cosmetics Pezinok                      | 3–2                                       |
| 2009–10   | Basketbal Pezinok                         | SPU Nitra                                 | 3–2                                       |
| 2010–11   | Astrum Levice                             | SPU Nitra                                 | 3–2                                       |
| 2011–12   | BC Prievidza                              | Rieker Komárno                            | 3–1                                       |
| 2012–13   | Inter Bratislava                          | Rieker Komárno                            | 4–3                                       |
| 2013–14   | Inter Bratislava                          | Prievidza                                 | 4–0                                       |
| 2014–15   | Rieker Komárno                            | Prievidza                                 | 4–3                                       |
| 2015–16   | BC Prievidza                              | Rieker Komárno                            | 4–1                                       |
| 2016–17   | Inter Bratislava                          | Rieker Komárno                            | 4–1                                       |
| 2017–18   | Levickí Patrioti                          | Košice                                    | 4–1                                       |
| 2018–19   | Inter Bratislava                          | Prievidza                                 | 4–0                                       |
| 2019–20   | Cancelado em virtude da Pandemia de COVID | Cancelado em virtude da Pandemia de COVID | Cancelado em virtude da Pandemia de COVID |
| 2020-21   | Spišská Nová Ves                          | Levickí Patrioti                          | 3-1                                       |

## Performance por clubes
| Clube            | Campeão | Finalista | Anos em que foi campeão                              |
| ---------------- | ------- | --------- | ---------------------------------------------------- |
| Pezinok          | 9       | 3         | 1993, 1997, 1998, 1999, 2000, 2001, 2002, 2008, 2010 |
| Inter Bratislava | 5       | 4         | 1996, 2013, 2014, 2017, 2019                         |
| Prievidza        | 4       | 4         | 1994, 1995, 2012, 2016                               |
| Nitra            | 2       | 2         | 2005, 2009                                           |
| Lučenec          | 2       | 1         | 2004, 2006                                           |
| Levickí          | 2       | 0         | 2011, 2018                                           |
| Svit             | 1       | 5         | 2003                                                 |
| Komárno          | 1       | 4         | 2015                                                 |
| Košice           | 1       | 1         | 2007                                                 |
| Spišská Nová Ves | 1       | 0         | 2021                                                 |
| Handlová         | 0       | 2         |                                                      |
| Žilina           | 0       | 1         |                                                      |